# Férolles-Attilly
Férolles-Attilly település Franciaországban, Seine-et-Marne megyében. Lakosainak száma 1251 fő (2022. január 1.). Férolles-Attilly Ozoir-la-Ferrière, Servon, Brie-Comte-Robert, Chevry-Cossigny és Lésigny községekkel határos.

## Népesség
A település népességének változása:
| Lakosok száma | 1158 | 1190 | 1241 | 1237 | 1260 | 1257 | 1263 | 1255 | 1251 |
|               | 2013 | 2015 | 2016 | 2017 | 2018 | 2019 | 2020 | 2021 | 2022 |